# Võ Đăng Tín
Võ Đăng Tín năm 1950 tại Bến Tre, là nhạc sĩ Việt Nam, được tặng Giải thưởng Nhà nước về Văn học Nghệ thuật năm 2022. "Ký ức Đồng khởi" là bản giao hưởng nổi tiếng nhất của ông.

## Tiểu sử
Võ Đăng Tín sinh ngày 22 tháng 10 năm 1950 tại An Đức, Ba Tri, Bến Tre. Ông là con của Bí thư Tỉnh ủy Bến Tre Võ Văn Phẩm nên được xem là ''hạt giống cách mạng''. Mới 10 tuổi, Võ Đăng Tín đã là liên lạc của phong trào Đồng khởi Bến Tre. Cuối năm 1963, Võ Đăng Tín được cử đi học ở trường miền Nam tại Hà Nội. Nguyện vọng của người cha là muốn ông nghiên cứu sử học, nhưng niềm đam mê âm nhạc đã đưa ông vào học Khoa sáng tác âm nhạc của Nhạc viện Hà Nội.
Sau năm 1975, ông trở về Nam tiếp tục học âm nhạc và tốt nghiệp đại học tại Nhạc viện Thành phố Hồ Chí Minh vào năm 1981. Ông là cán bộ giảng dạy kiêm phụ trách Phòng Tư liệu của Nhạc viện, sau đó là chuyên viên âm nhạc của Sở Văn hóa - Thông tin Thành phố Hồ Chí Minh.
Ông là Giám đốc đời thứ tư của Nhà hát Giao hưởng Nhạc vũ kịch TP. Hồ Chí Minh (2003 - 2010).
Ông tửng làm Tổng Thư ký Liên hiệp Văn học Nghệ thuật thành phố Hồ Chí Minh.
Hiện nay ông nghỉ hưu tại Thành phố Hồ Chí Minh.

## Sự nghiệp
Âm nhạc Võ Đăng Tín trữ tình lắng đọng sâu sắc và thành công từ thể loại ca khúc, hợp xướng, đến khí nhạc.
Tác phẩm của ông dù viết về thể loại nào cũng thường mang hơi thở của xứ sở dừa xanh. Các ca khúc tiêu biểu có: "Mênh mông dòng sông", "Hoa dừa", ''Tiếng hát xứ dừa'', ''Mênh mông Sài Gòn'', ''Khúc hát tôi yêu'', ''Hoa dừa'', ''Khúc hát tân binh'', ''Nơi ấy quê hương''... Tác phẩm thanh nhạc tiêu biểu có ''Aria tiếng hát tình yêu''; thơ giao hưởng có ''Tiếng hát tình yêu'' và ''Kỷ niệm quê hương''. Ông còn soạn tam tấu cho violon, violoncello và piano. Ông viết cả âm nhạc cho các vũ kịch "Chuyện tình trên sông", "Mặt trời trong tim" (viết cùng Trần Vương Thạch). Ông viết cho khí nhạc: 6 prelude cho piano. Biến tấu cho đàn violoncello và piano.
Nhưng tác phẩm để đời của ông là bản giao hưởng "Ký ức Đồng khởi". Bản giao hưởng này từng được công diễn ở Bến Tre, TP. Hồ Chí Minh, nhân dịp kỷ niệm 50 năm Ngày Bến Tre Đồng khởi. Tác phẩm này cũng đã được chọn tham gia biểu diễn ở Lào, Serbia, Hàn Quốc... Năm 2008, "Ký ức Đồng khởi" được Võ Đăng Tín dẫn đoàn đi tham gia Tuần lễ dàn nhạc châu Á, tổ chức tại Tokyo, Nhật Bản để biểu diễn. Điều thú vị là một nhóm nhạc sĩ người Mỹ đã ngỏ lời mua bản quyền, nhưng ông không bán, chỉ tặng không cho họ. Từ đó tác phẩm này được biểu diễn ở nhiều tiểu bang của Mỹ. Đến 40 năm sau, bản giao hưởng này mới được người Việt Nam biết tới, bởi vì nhạc giao hưởng là thể loại không phổ biến ở nước ta. Sau này, do thời gian thưởng thức của thính giả không còn nhiều, bản nhạc thường được gom thành 1 chương, gọi là hình thức Sonata. Bản Sonata giao hưởng thơ "Ký ức Đồng khởi" dài khoảng 9 - 10 phút.
Ông đã xuất bản Tuyển tập ca khúc Võ Đăng Tín và băng cassette. Gần đây (2020) ông có Tuyển tập ca khúc - hợp xướng Gởi tình theo sóng nước Hàm Luông, có 38 bản nhạc, trong đó 33 ca khúc và 5 bản hợp xướng.
Ông đã nhận được nhiều huy chương và giải thưởng âm nhạc như: Huy chương vàng Hội diễn nghệ thuật toàn quốc 2001, với chức danh chỉ đạo nghệ thuật Đoàn Ca múa nhạc dân tộc Bông Sen; Giải Nhì Hội Nhạc sĩ Việt Nam 2004, với giao hưởng "Ký ức Đồng khởi"; giải thưởng ca khúc TP. Hồ Chí Minh -1982, với tác phẩm "Khúc hát ân tình"; giải thưởng của Thành đoàn TP. Hồ Chí Minh với tác phẩm "Tiếng hát này, trái tim này"; Giải thưởng Văn học - Nghệ thuật Bến Tre đợt I (2010).
Ông đã được Nhà nước tặng Huy chương Kháng chiến chống Mỹ hạng Nhì.
Năm 2022, ông được trao tặng Giải thưởng Nhà nước về Văn học Nghệ thuật với Giao hưởng thơ: "Ký ức Đồng khởi".

## Tác phẩm chính

### Ca khúc
- "Mênh mông dòng sông",
- "Hoa dừa",
- ''Tiếng hát xứ dừa'',
- ''Mênh mông Sài Gòn'',
- ''Khúc hát tôi yêu'',
- ''Hoa dừa'',
- ''Khúc hát ân tình'',
- ''Nơi ấy quê hương''
- "Tiếng hát này, trái tim này"

### Thơ giao hưởng
- "Ký ức Đồng khởi"
- ''Tiếng hát tình yêu''
- ''Kỷ niệm quê hương''

### Khí nhạc
- Tam tấu cho violon, violoncello và piano
- Âm nhạc cho các vũ kịch "Chuyện tình trên sông", "Mặt trời trong tim" (viết cùng Trần Vương Thạch)
- 6 prelude cho piano
- Biến tấu cho đàn violoncello và piano

### Tuyển tập
- Tuyển tập ca khúc Võ Đăng Tín và băng cassette.
- Tuyển tập ca khúc - hợp xướng Gởi tình theo sóng nước Hàm Luông (2020).

## Giải thưởng
- Giải thưởng ca khúc thành phố Hồ Chí Minh, 1982: "Khúc hát ân tình"
- Giải thưởng Thành đoàn Thanh niên Cộng sản Thành phố Hồ Chí Minh: ''Tiếng hát này trái tim này''
- Giải Nhì Hội Nhạc sĩ Việt Nam 2004, với giao hưởng "Ký ức Đồng khởi"
- Chỉ đạo nghệ thuật xuất sắc Hội diễn nghệ thuật toàn quốc, 2001
- Giải thưởng Văn học - Nghệ thuật tỉnh Bến Tre đợt I (2010)

## Khen thưởng
- Huy chương Kháng chiến chống Mỹ hạng Nhì.

## Vinh danh
- Giải thưởng Nhà nước về Văn học Nghệ thuật (2022)